# Screamo
Screamo är en musikgenre, som är utvecklingen emo gick emot i slutet av 90-talet. Den benämns ofta som en subgenre[källa behövs] till emo, som till viss del har influerats av grindcore och post-rock. Själva stilen kännetecknas av skriksången[källa behövs] som är intensiv och hård till skillnad från mitten av 90-talets indie-emo, att trumstilen är spastisk, gitarrerna harmoniserade och ljudbilden pendlande mellan suddig och oväntat högljudd.

## Band
- England
  - Cassus
  - Maths

- Frankrike
  - Anomie
  - Belle Epoque
  - Daïtro
  - Gameness
  - Gantz
  - Mihai Edrisch

- Indonesien
  - Amukredam
  - Senja Dalam Prosa

- Italien:
  - The Death of Anna Karina
  - La Quiete
  - Shizune
  - Raein
  - Storm{O}

- Japan:
  - 5000
  - Blue Friend
  - Endzweck
  - Envy
  - Gauge Means Nothing
  - Heaven in Her Arms
  - Killie
  - Sans Visage
  - This Time We Will Not Promise And Forgive

- Kanada
  - Commuovere
  - Mahria
  - Respire
  - Todos Caerán
  - Union of Uranus

- Malaysia
  - Daighila
  - Kias Fansuri
  - The Monaco Heartattack
  - Piri Reis
  - Virginia on duty
  - Jose phine

- Norge:
  - Snöras
  - Kaospilot

- Ryssland
  - Aspergers
  - Buran
  - Marschak
  - Minaret
  - Namatjira
  - Otimus Prime

- Sverige:
  - Anemone
  - And They Say
  - Barabbas Du Förtappade
  - Echo, Echo, Landscape!
  - Heart on My Sleeve
  - Kid Feral
  - Rainmaker
  - Paralian
  - Suis la lune
  - Vi som älskade varandra så mycket
  - Vivre Sa Vie
  - Via Fondo

- Tyskland
  - Honeywell
  - Danse macabre
  - Ding dong dead
  - Louise cyphre
  - Jet black
  - June paik
  - Kobra khan
  - Tristan Tzara
  - Trainwreck
  - The apoplexy twist orchestra

- Ukraina
  - Elephant Opinions

- USA:
  - Ampere
  - Circle Takes the Square
  - City of Caterpillar
  - Funeral Diner
  - Hundreds of Au
  - I Hate Myself
  - Indian summer
  - I Would Set Myself On Fire For You
  - Jeromes Dream
  - Joshua fit for battle
  - Kilgore Trout (senare Ostraca)
  - Kite flying society
  - Loma Prieta
  - Love lost but not forgotten
  - Majority Rule
  - Neil Perry
  - Nø man
  - Nuvolascura
  - Pg. 99
  - Portraits of Past
  - Saetia
  - Off Minor
  - Orchid
  - Ostraca
  - Welcome to the plague year